# Église Saint-Josse de Béhen
L'église Saint-Josse de Béhen est une église paroissiale située sur le territoire de la commune de Béhen, dans le département de la Somme, au sud d'Abbeville.

## Historique
Construite au XVe siècle pour le chœur et au XXe siècle pour la nef, l'église Saint-Josse de Béhen est partiellement protégée au titre des monuments historiques :
- charpente et voussures : inscription par arrêté du 4 mars 1926 ;
- chœur : inscription par arrêté du 6 mai 1965[1].

Le 28 mai 1940, les soldats allemands enfermèrent les habitants de Béhen dans l'église pendant deux jours.

## Caractéristiques

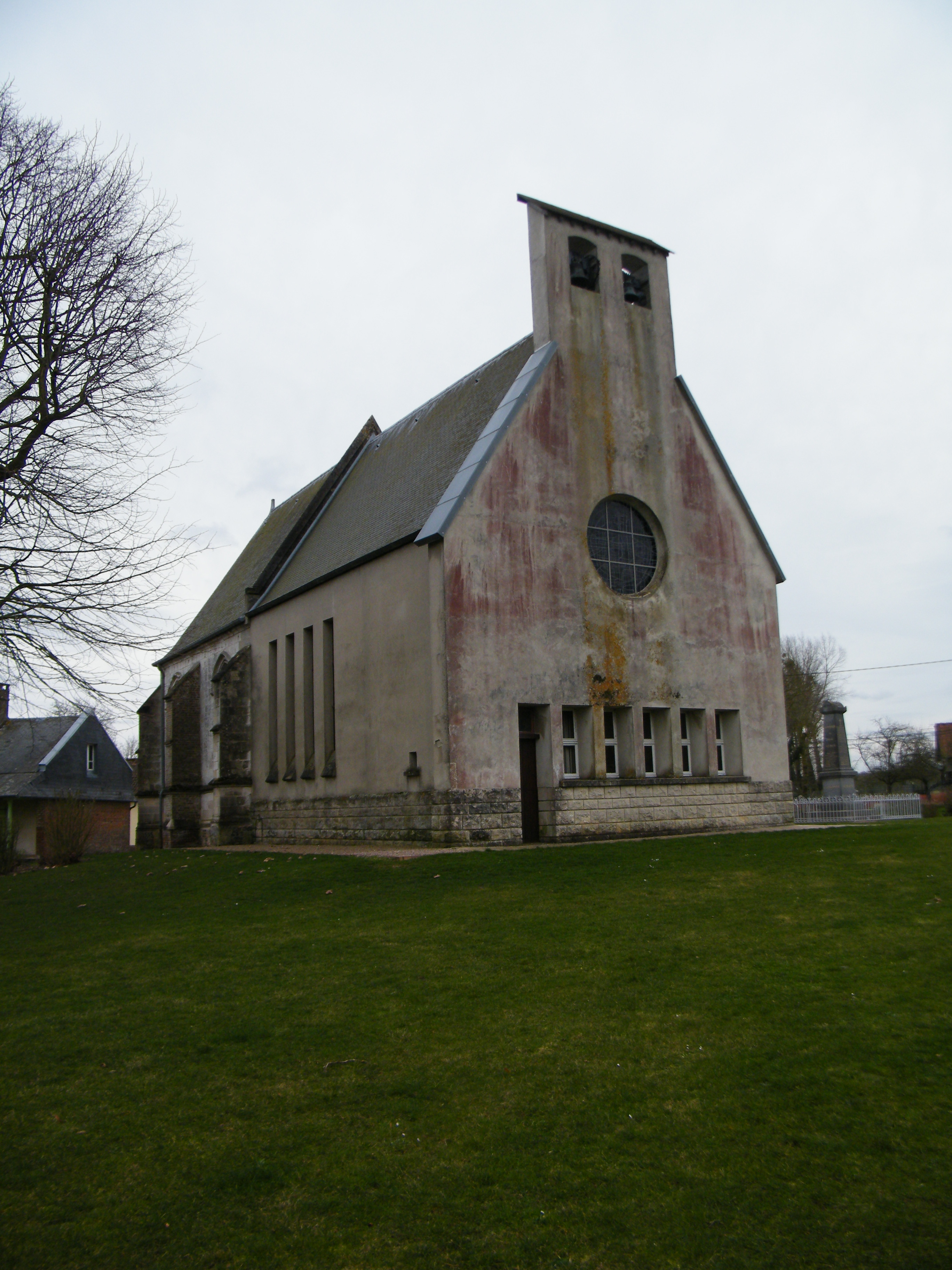

L'église a été construite en pierre, le chœur est de style gothique flamboyant.
Le portail ouest a gardé des chapiteaux gothiques. L'église conserve un certain nombre d'objets et de décors dont : 
- une croix bas-relief à double face représentant une Vierge de pitié de style gothique ;
- sur la charpente, une statuette en bois polychrome représentant un ange de style gothique et Renaissance ;
- une piscine liturgique (lavabo) avec arc en accolade et arc en anse de panier ;
- une statue en bois de saint Josse de style Renaissance ;
- une poutre de gloire surmontée d'un crucifix[1].

Des objets classés au titre des monuments historiques : 
- deux croix de procession en cuivre et en argent,
- la verrière de la Vierge dite : Notre-Dame de Boulogne. Ils sont également présents dans l'église[3].

L'église fut dotée, au XXe siècle, d'une nouvelle nef et d'une façade en béton surmontée d'un clocher-mur.